# Rio Azate
O rio Azate (em armênio: Ազատի գետ, Azati get), Basgarni (Բաշգառնի, Bašgaṙni) ou Garni (Գառնի, Gaṙni) é um rio da Armênia das províncias de Ararate e Cotaique. Nasce nas encostas íngremes das montanhas Guelama. Perto da vila de Garni, forma o desfiladeiro profundo de mesmo nome e, rio abaixo, deságua na planície de Ararate. Recebe o tributário Gaulte pela direita (comprimento 16 quilômetros). Se junta ao Aras na sua margem esquerda no município de Artaxata. Seu comprimento é de cerca de 56 quilômetros e sua bacia é de 572 quilômetros quadrados.
A Azate se alimenta principalmente de águas subterrâneas e seu pico é em abril-junho. Sua descarga média anual é de 6,5 metros cúbicos por segundo perto da foz, a máxima é de 35,9 metros cúbicos por segundo, e a vazão é de 206 milhões de metros cúbicos. Suas águas são utilizadas para irrigação e no verão não alcançam o Aras. Um lago artificial foi construído no curso médio do Azate, perto da vila de Lanjazate. A parte alta do vale do Azate hóspeda o Mosteiro de Guelarde e outros edifícios, que em seu conjunto formam um lugar que é Património da Humanidade da Unesco desde o ano de 2000.